# 涛海
涛海(拉丁名:"Mare Hiemis")是月球表面上的一小块区域，位于施吕特环形山(Schlüter)底部。该名称未被列入国际天文学联合会编制的月球表面现代地貌特征名录。

## 名称来源
波涛海也称为"冬海"，德国天文学家"尤利乌斯·海因里希·弗朗茨"(1847–1913)在1923年出版的《月球上的景观》(«Die Randlandschaften des Mondes»)一书中，将它与春海、夏海和秋海(后被更名为春湖、夏湖和秋湖)一起编入第1319-1321号条目下。
在1935年布莱格和穆勒发表的国际天文联合会正式月表对象中，被列为第1975a号。
1961年根据杰拉德·彼得·柯伊伯出版的《月球摄影地图集》，该月海被从最新月名术语中排除。这是因为从轨道器拍摄的图像看，很明显该月海只是一块很小的区域，不值得单独命名。